# حمض فلوريد الأنتيمون
حمض فلوريد الأنتيمون أو حمض الفلورو أنتيمونيك هو خليط من فلوريد الهيدروجين وفلوريد أنتيموان الخماسي، صيغته [H2F]+[SbF6]−، يحتوي على كاتيونات وأنيونات مختلفة، الخليط عبارة عن حمض فائق الحموضة، من حيث التآكل، أقوى بتريليونات المرات من حمض الكبريتيك بنسبة 100٪ من حيث قدرته البروتونية المقاسة وفق دالة حموضة هاميت.

## التركيب الكيميائي
يتكون حمض فلوريد الأنتيمون من اتحاد فلوريد الهيدروجين مع فلوريد الأنتيموان الخماسي:
SbF5 + 2HF  SbF6− + H2F+